# فرودگاه زادر
فرودگاه زادر  (به انگلیسی: Zadar Airport) (به زبان بومی: Zemunik) یک فرودگاه همگانی با کد یاتا ZAD است که یک باند فرود بتن دارد و طول باند آن ۲۵۰۰ متر است. این فرودگاه در کشور کرواسی قرار دارد و در ارتفاع ۸۸ متری از سطح دریا واقع شده است.

## نگارخانه

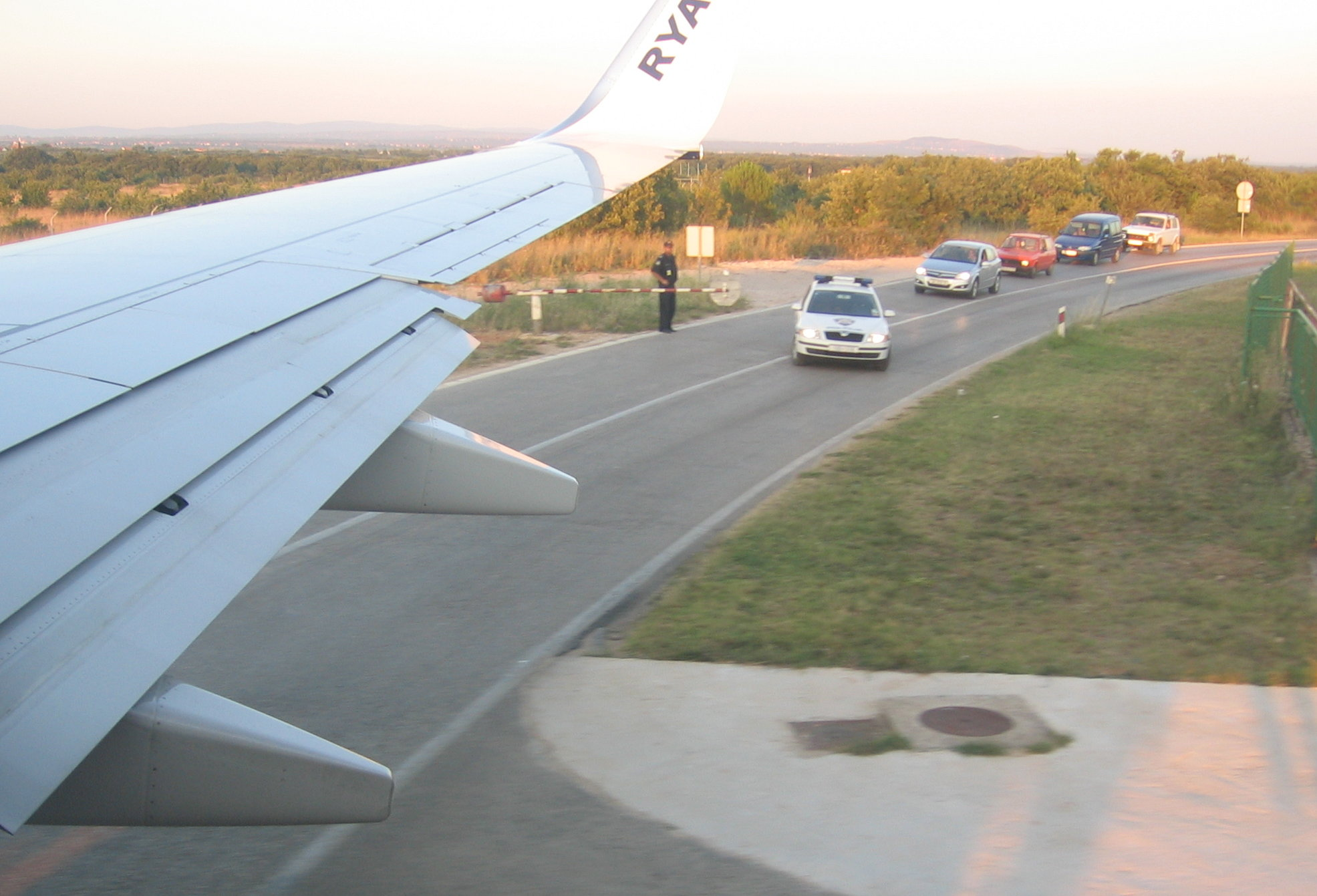

## شرکت‌های هواپیمایی و مقصدهای پروازی
| شرکت‌های هواپیمایی                             | مقصدهای پروازی |
| --------------------------------------------- | --- |
| آسترین ایرلاینز                               | چارتر فصلی: بولزانو، اینسبروک |
| هواپیمایی کرواسی                              | پولا، زاگرب فصلی: فرانکفورت |
| ایزی‌جت                                        | فصلی: میلانو مالپنسا، لوتن لندن |
| انتر ایر                                      | فصلی: شوپن ورشو |
| یورو وینگز                                    | فصلی: دوسلدورف، وین |
| یورو وینگز                                    | فصلی: کلن بن، هامبورگ، مونیخ |
| یورو وینگز اجرا توسط جرمن‌وینگز                | فصلی: برلین تگل، کلن بن، دوسلدورف، هامبورگ، اشتوتگارت |
| فلای‌بی اجرا توسط استوبارت ایر                 | فصلی: جنوبی لندن |
| هاپ!                                          | چارتر فصلی: لیون-سینت اگزوپری |
| لوفت‌هانزا رجینال اجرا توسط لوفت‌هانزا سیتی‌لاین | فصلی: مونیخ |
| لوکزایر                                       | فصلی: لوگزامبورگ - فیندل |
| لوت پولیش ایرلاینز                            | فصلی: شوپن ورشو |
| میسترال ایر                                   | چارتر فصلی: باری، ناپل |
| رایان‌ایر                                      | فصلی: باووایس-تیلی، برلین شونفلد، بریستول، بروکسل جنوب شرلروآ، کپنهاگ، دوبلین، گلاسگو، گوتنبرگ-لاندوتر، فرانکفورت-هان، کارلسروهه/بادن-بادن، استانستد لندن، منچستر، مارسی پروانس، استکهلم-اسکاوستا، ویزه |
| اسکای‌ورک ایرلاینز                             | فصلی: برن |
| تایتان ایرویز                                 | چارتر فصلی: استانستد لندن، منچستر |
| ترنسویا فرانس                                 | فصلی: اورلی |
| ویولینگ                                       | فصلی: بارسلونا-ال پرات، لئوناردو دا وینچی-فیومیچینو |